# Parzeńsko
Parzeńsko – wieś w Polsce położona w województwie zachodniopomorskim, w powiecie myśliborskim, w gminie Nowogródek Pomorski.
W 2002 r. wieś miała 43 mieszkańców.
W latach 1975–1998 miejscowość administracyjnie należała do województwa gorzowskiego.
Obecnie jest to wieś sołecka przy wschodnim brzegu leśnego jeziora. Przy wjeździe do wsi, na miejscu niemieckiego obelisku, stoi figura Matki Boskiej i kamień poświęcony papieżowi Janowi Pawłowi II.
Do niedawna wieś była "wsią umierającą", dopiero turystyka i masowy wykup działek pod domki letniskowe spowodowały jej ponowny rozwój.
Walory środowiska, a głównie czystość wód jeziora i położenie wśród kompleksów leśnych Puszczy Barlineckiej (Parzeńsko położone jest w otulinie Barlinecko – Gorzowskiego Parku Krajobrazowego) spowodowały rozwój turystyczno – rekreacyjny, który stał się głównym atutem wsi.
Dziś Parzeńsko to osiedle domków letniskowych. Wieś posiada pole biwakowe i plażę.

## Historia
Wieś(niemiecka nazwa Wollhaus) w roku 1300 została nadana klasztorowi cystersów w Mironicach.
W XIII i XIV w. nad jeziorem tym leżała zaginiona wieś Brunneke, późniejszy folwark Głownia.

## Leśniczówka Friedrichsfelde

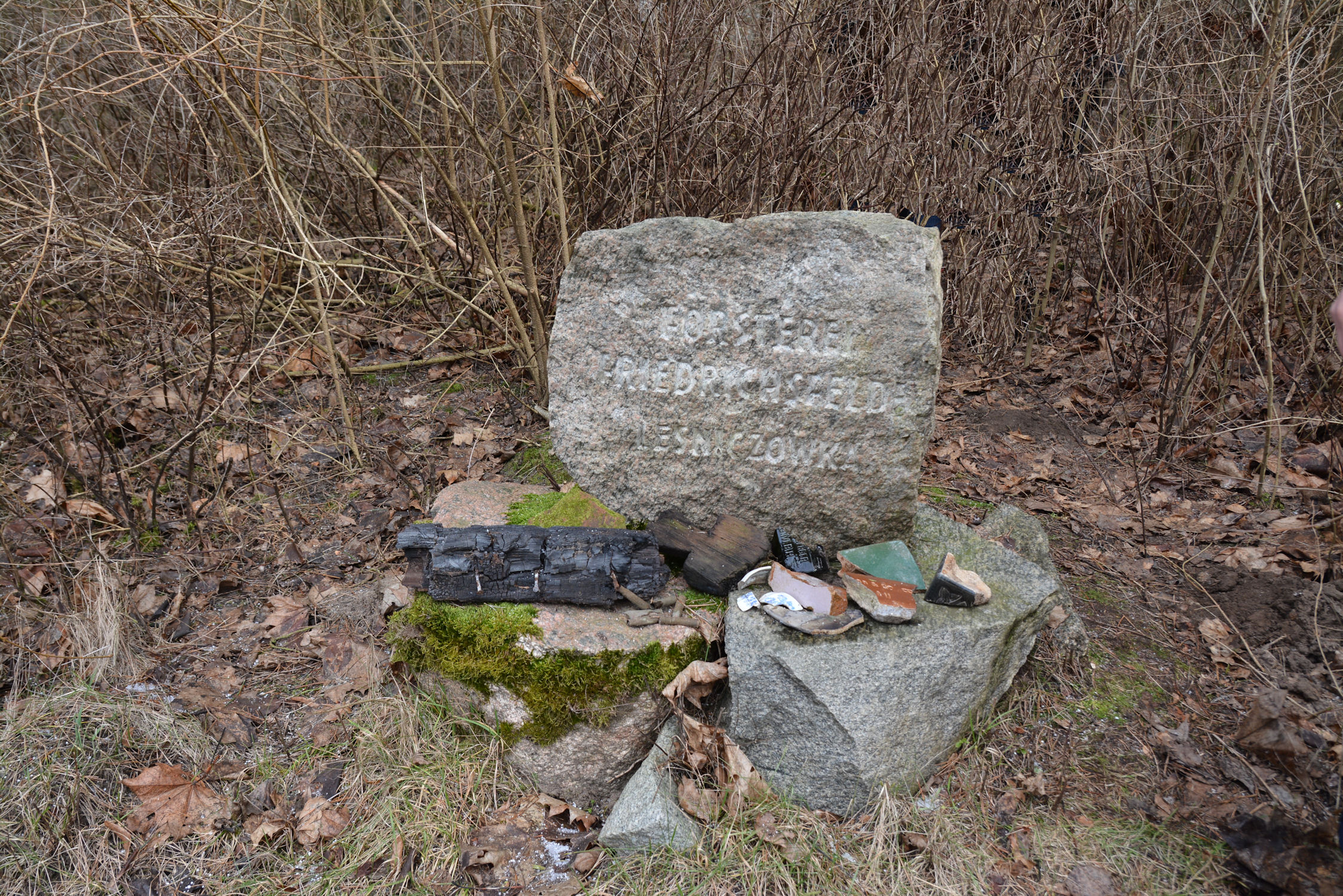
Pamiątkowy kamień na miejscu dawnej leśniczówki

Na terenie wsi znajdowała się zniszczona po II wojnie światowej przez wojska sowieckie Leśniczówka Friedrichsfelde. Należała ona razem z innymi Rahmhütte, Kerngrund, Osterburg i Kienitz do okręgu leśniczego Karzig.
Leśniczy rewiru Stenger przejął Friedrichsfelde w październiku 1928 roku po śmierci von Hegemeistre Steffen – grób znajduje się na cmentarzu w Parzeńsku.
Do leśniczówki należał mały ogródek warzywny i sad, który graniczył bezpośrednio z jeziorem Parzeńskim.
Obok leśniczówki stał dom dla robotników dla czterech rodzin. Do tego należała jeszcze duża obora (dla 4 rodzin) i stodoła.
Dzieci chodziły do oddalonej o 4 km szkoły w Karsku. Źródłem dochodu i wyżywienia była praca na polu i w ogrodzie. Leśniczy miał prawo odstrzelić 1 sarnę, 1 dzika. Inne odstrzelone zwierzęta przekazywano rolnikowi Bauer, który miał umowę handlową.
Pensja leśniczego była skromna. Według dokumentów, po 25 latach pracy dostawał rocznie 5 tys. Reichsmark (RM).
Kiedy na początku lutego 1945 r. wkroczyła armia radziecka leśniczówka i dom dla robotników zostały spalone.

## Poewangelicki cmentarz
(podlega ochronie konserwatorskiej)

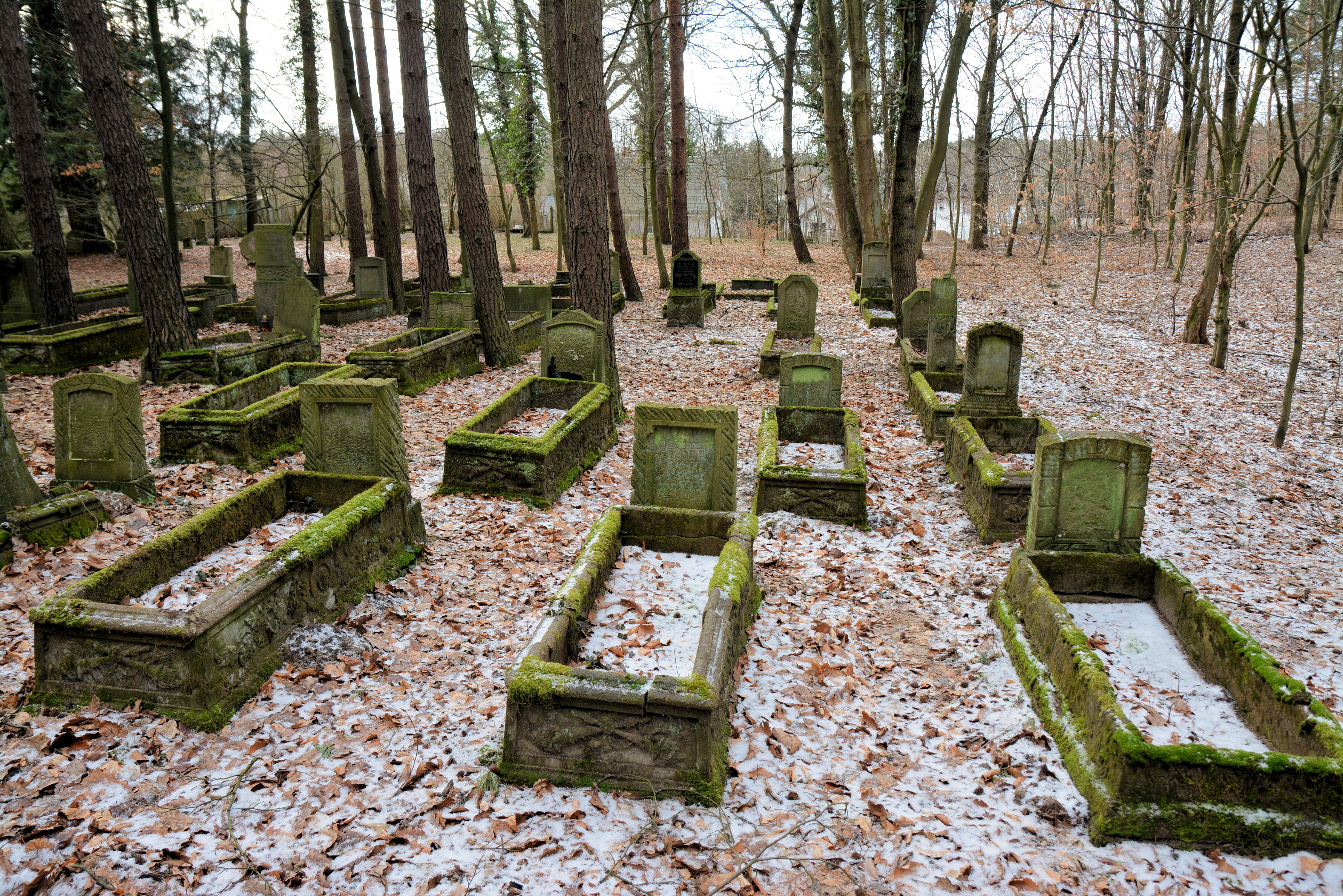
Cmentarz

Na północnej granicy wsi Parzeńsko znajduje się, udostępniony do zwiedzania, cmentarz poewangelicki z XIX wieku. Jest to ponad 100 nagrobków z piaskowca i granitu oraz malutkie lapidarium otoczone żywopłotem.
Nagrobki mają bardzo ciekawe napisy, na przykład znaleziono taką inskrypcję: „Tu leży młody nauczyciel, który popełnił samobójstwo”.
Nekropolię odrestaurowano za prywatne pieniądze. Jerzy Zygmunt jest dzierżawcą cmentarza i jego opiekunem.
(Na podstawie opracowań Piotra Wojciechowskiego)